# Jana Gantnerová
Jana Gantnerová, rozená Šoltýsová (* 30. září 1959, Kežmarok), je bývalá slovenská lyžařka, sjezdařka. Její dcera Jana Gantnerová reprezentovala ve stejném odvětví Slovensko, její strýc Anton Šoltýs reprezentoval Československo ve sjezdovém lyžování na ZOH v Innsbrucku 1964.

## Lyžařská kariéra
Na ZOH v Innsbrucku 1976 reprezentovala Československo v alpském lyžování. Ve sjezdu skončila na 33. místě, v obřím slalomu na 25. místě a slalom nedokončila. Na ZOH v Lake Placid 1980 skončila ve sjezdu na 10. místě, v obřím slalomu na 21. místě a slalom nedokončila. Na ZOH v Sarajevu 1984 skončila ve sjezdu na 5. místě a obří slalom nedokončila. Ve Světovém poháru startovala v letech 1975–1985, vyhrála 17. prosince 1980 sjezd v rakouském Altenmarktu, celkem třikrát skončila na stupních vítězů a v celkovém hodnocení sjezdu skončila v roce 1980 na 5. místě, v roce 1981 na 6. místě, v roce 1983 na 7. místě a v roce 1984 na 10. místě.